# Waltari
Waltari — финская рок-группа, известная своим разнообразием и сочетанием музыкальных стилей, смешивающая в своей музыке альтернативный метал, прогрессивный метал, дэт-метал, хард-рок, хэви-метал, хип-хоп, индастриал, поп-музыку, панк, рэп, симфо-метал, техно и трэш-метал.
Большая часть музыки группы написана Хатаккой. Тексты Waltari рассказывают о тревоге, одиночестве и жестокости мира, чаще всего с доброй долей иронии и сарказма.
Название Waltari — это ссылка на популярного финского писателя Мику Валтари, любимого писателя гитариста Яри Лехтинена.

## История
Waltari была сформирована 1986 году в Хельсинки, Финляндия, Кяртсю Хатаккой (вокал и бас), Яри Лехтиненом (гитара) и Сале Суомалайненом (ударные). Сами Юли-Сирниё вступил в группу в качестве второго гитариста в 1989 г, спустя год после выхода их первого сингла, Mut Hei («Но, привет!»).
Их первый альбом, Monk Punk был выпущен 1991 году. Как видно из названия, альбом был в основном панковым. Их следующий альбом — Torcha! (1992) — стал первым альбомом, в котором Waltari начали смешивать стили, чтобы получить нечто особенное.
После выпуска компиляции ранних работ под названием Pala Leipää («Кусок хлеба») (1993), группа выпустила So Fine! (1994), альбом, похожий на Torcha!. Следующий их альбом, Big Bang (1995), на сегодняшний день является самым успешным. Альбом представляет собой смесь техно и хэви-метала.
В 1995 году Роопе Латвала (в будущем второй гитарист Children of Bodom (2004 - 2015)) вступил в группу на место Сами Юли-Сирниё. В это время, Хатакка работал с дирижером Рику Ниеми над проектом, сочетающим хэви-метал с классической музыкой. Проект в конечном итоге стал известен как Yeah! Yeah! Die! Die! Death Metal Symphony in Deep C. Шоу было показано в 1995г, а альбом был выпущен в 1996 году.
В 1997 увидел свет альбом Space Avenue — более прогрессивная работа, включающая больше электронных ударных, а также отметившаяся сотрудничеством с Apocalyptica. В 1998 году, в честь десятилетия группы была выпущена компиляция Decade.
В 1999 году Хатакка работает над ещё одной смесью метала и классики, вылившейся в итоге в сценическое шоу Evangelicum. В отличие от Yeah! Yeah! Die! Die! новое шоу стало больше чем просто музыкой: оно включало в себя музыку, балет и световое шоу. В проект в качестве вокалистки была приглашена Тарья Турунен, являющаяся на тот момент вокалисткой ещё молодой группы Nightwish. В качестве альбома Evangelicum так и не был издан.
Следующий альбом Waltari, Radium Round (1999), получил сильный оттенок поп-музыки. После Radium Round группа пропала из виду общественности, работая над менее мейнстримовыми альбомами, такими как метал / йойк кроссовер Channel Nordica (2000) и панк-сингл Back To Persepolis (2001). Однако, эти работы не снискали большого успеха, и какое-то время Waltari выживали только за счет концертов. В 2001 году в группу вернулся бывший гитарист Сами Юли-Сирниё, и Роопе Латвала покинул Waltari.
В 2004 Waltari возвращается на публику с новым альбомом Rare Species. Альбом был хорошо встречен критиками, и тур в его поддержку вернул Waltari на карту.
Альбом Blood Sample был выпущен в 2005 г. В 2006 мир увидел Early Years, двойной альбом, представляющий собой переработанные альбомы Monk Punk и Pala Leipää, включающий треки 80-х, не издававшиеся ранее и записанные осенью 2005 оригинальным трио: Яри, Кяртсю и Сале.
В 2007 году Waltari выпускает альбом Release Date, включающий бонусный трек «Spokebone», записанный в сотрудничестве с Томи Йоутсеном, певцом Amorphis, и финской этно-группой Värttinä.
В 2009 году был издан альбом Below Zero. В 2011 году состоялся релиз альбома Covers All!, выход которого был приурочен к 25-летней годовщине коллектива. Он содержит лишь кавер-версии песен других исполнителей. В 2015 году вышел полноценный 14 альбом под названием You are Waltari, были выпущены видеоклипы на такие песни , как: Only the Truth, Right Wing Theme и Diggin' The Alien.

## Участники

### Текущий состав
- Kärtsy Hatakka — бас, вокал, клавиши (1986 — наши дни)
- Jariot Lehtinen — гитара, бэк-вокал (1986 — наши дни)
- Sami Yli-Sirniö — гитара, бэк-вокал (1989—1995, 2001 — наши дни)
- Ville Vehviläinen — ударные (2005 —)
- Kimmo Korhonen — гитара, бэк-вокал (2009 — наши дни)
- Nino Silvennoinen — гитара, бэк-вокал (2013 — наши дни)
- Janne Immonen — клавиши, шумы, бэк-вокал

### Бывшие участники
- Sale Suomalainen — ударные (1986—1990)
- Janne Parviainen — ударные (1990—2002)
- Roope Latvala — гитара (1995—2001)
- Tote Hatakka — клавиши
- Mika Järveläinen — ударные (2002—2005)

## Дискография
- Mut Hei (EP, 1989)
- Monk Punk (1991)
- Torcha! (1992)
- Pala Leipää (компиляция, 1993)
- So Fine! (в сотрудничестве с Angelit, March, 1994)
- Big Bang (1995)
- Yeah! Yeah! Die! Die! Death Metal Symphony in Deep C (1996)
- Space Avenue (1997)
- Decade (compilation, 1998)
- Radium Round (1999)
- Channel Nordica (в сотрудничестве с Angelit, 2000)
- Back To Persepolis (EP, 2001)
- Rare Species (2004)
- Blood Sample (2005)
- Early Years (двойной альбом, переработка + доп. треки 2006)
- Release Date (2007)
- The 2nd Decade — In the Cradle (компиляция, 2008)
- Below Zero (2009)
- Covers All! (2011)
- You Are Waltari (2015)
- Global Rock  (2020)
- 3rd Decade – The Anniversary Edition (2021)